# Бихари (Бангладеш)
Бихари — термин, которым называют живущих в Бангладеш людей не бенгальского происхождения, происходящих из соседних с Бенгалией районов Индии, в основном из штата Бихар. По национальности большинство из них бихарцы, хотя бихари могут называть и человека другой национальности, лишь бы он был выходцем из Индии и мусульманином. После того как Бангладеш стал независимым государством в 1971 году, бихари отказались принять гражданство нового государства.

## Раздел
Ещё до раздела Британской Индии, на территории Бенгалии проживали урдуговорящее мусульманское меньшинство. 
В 1947 году, после второго раздела Бенгалии, бихари заняли большое количество руководящих должностей в Восточном Пакистане в связи с тем, что урду был сделан национальным языком нового государства. Это привело к неприязни со стороны бенгальцев, которые были вынуждены учить новый язык и подчиняться меньшинству на своей собственной земле.

## Независимость Бангладеш
В 1971 году, во время войны за независимость Бангладеш, бихари заняли сторону Западного Пакистана и боролись против Мукти-бахини (как против незаконных вооружённых формирований). Во время войны были случаи убийства бихари, как символа «пакистанского доминирования».
К концу года, благодаря поддержке Индии, Восточный Пакистан стал независимым государством Бангладеш.

## Беженцы
После войны пакистанская армия и пакистанские гражданские лица были эвакуированы на родину, а бихари остались в Бангладеш. Пакистан опасался массового притока бихари, так как это могло дестабилизировать и без того накалённые межнациональные отношения, кроме того, пакистанское правительство полагало, что поскольку Бангладеш — государство-правопреемник Восточного Пакистана, то он и должен был выполнить свои обязательства в устройстве этих беженцев в своей стране. Западный Пакистан принял несколько миллионов беженцев (в том числе и бенгальцев), которые бежали из Бангладеш. Некоторые группы беженцев призывали правительство Пакистана принять всех бихари из Бангладеш.
По соглашению 1974 года Пакистан принял 170 тыс. беженцев бихари. Тем не менее, большинство бихари так и не дождались репатриации.
После провозглашения независимости, в Бангладеш презирали бихари за то, что они поддерживали пакистанскую армию во время войны. Бангладеш не предложил бихари своё гражданство, также как и Пакистан. Международная организация помощи беженцам призвала правительства Пакистана и Бангладеш предоставить гражданство сотням тысяч людей, которые на протяжении десятилетий живут без паспортов. В 2006 году, по оценкам, от 240 тысяч до 300 тысяч бихари живут в 66 переполненных лагерях-гетто в Дакке и 13 других округах Бангладеш.
В 2002 году Первез Мушарраф посетил Бангладеш и сказал, что эмиграция оставшихся бихари в Пакистан в настоящее время невозможна. Он призвал президента Бангладеш не политизировать бихарский вопрос и дать беженцам гражданство Бангладеш. Пакистанские чиновники пригрозили Бангладеш депортировать более 1,5 млн нелегальных бенгальских беженцев, проживающих в их стране, если бихари не предоставят гражданство.
В мае 2003 года Верховный суд Бангладеш вынес решение о предоставлении гражданства 10 бихари. Сами бихари тоже стали стремится получить гражданство Бангладеш. 

19 мая 2008 года Верховный суд Бангладеш вынес решение о предоставлении гражданства уже 150 тыс. бихари, которые были несовершеннолетними во время войны за независимость в 1971 году, и тем кто родился после этих событий.